# والكر كيث أرميستد
والكر كيث أرميستد (بالإنجليزية: Walker Keith Armistead)‏ ، من مواليد 25 مارس 1773م، وتوفي بتاريخ 13 أكتوبر 1845م، هو قائد عسكري أمريكي، كان أحد قادة الحروب الهندية الأمريكية.